# Un Doua de Jazz
 (juillet 2023).
Un Doua de Jazz est un festival de musique de jazz créé en 1994. Il se déroule tous les ans sur le campus de La Doua et aux alentours (Villeurbanne). Il se compose d'un festival ON et d'un festival OFF.
Le festival ON s'étale sur environ une semaine en octobre et se compose de plusieurs soirées payantes et d'activités annexes (concerts gratuits, expositions, master class...).
Le festival OFF se déroule toute l'année et propose régulièrement un concert, une master class, des bœufs ou la venue d'un artiste.

## Historique
Après la création des sections Arts-Études à l'INSA de Lyon et notamment de la section Musique-Études, un groupe d'étudiants passionnés par le Jazz décide en 1993 de créer un festival sur 4 soirées pour faire découvrir cette musique aux étudiants.
Au départ rattachée à l'AMI (Association musicale de l'INSA), le festival grossit et s'en détache en 1999 pour devenir une association à part entière. Le festival s'étoffe alors d'un festival OFF avec une vingtaine de concerts gratuits par an, des master class à l'ENM de Villeurbanne, des ciné-concerts, etc.
Un Doua de Jazz fête ses dix ans en 2003. Le festival est devenu un événement majeur de l'INSA et de l'agglomération lyonnaise. Il est de plus en plus couvert par les médias. Le petit festival étudiant se professionnalise, et sa programmation s'étoffe avec la venue pour cette 10e édition de Chris Potter, un des grands saxophonistes actuels.
À l'approche de la 20e édition, le festival persiste et continue à proposer une programmation éclectique et de qualité, avec notamment Bojan Z et Tigran Hamasyan en 2009, ainsi que Médéric Collignon et Renaud Garcia-Fons en 2010.
La 23e édition est marquée par l'arrivée dans la programmation de groupes plus orientés sur le hip-hop comme Soul Square, Chromatik ou Electrophazz. C'est également la première fois que le festival organise une soirée au Club Transbo à Villeurbanne. Une soirée qui sera conservée alors pour les futures éditions, considérée alors comme la "soirée phare" du festival.
Lors des éditions qui suivirent la 23e édition, de nouvelles esthétiques sont proposées. Ainsi la 24e édition a fait la part belle à l'afrobeat en programmant Sir Jean & NMB Afrobeat Expérience ou encore Afrikan Protokol. La 25e édition, poursuit quant à elle l'ouverture sur le Hip-Hop avec la venue de Dooz Kawa, une figure importante du rap conscient français des années 2010. En coplateau avec Anomalie, Too Many T's et Blade, leur concert du 26 octobre 2018 fut une réussite pour le festival Un Doua de Jazz dépassant alors les 1000 spectateurs en termes d'affluence sur cette soirée.

## Éditions

### Années 1990
1994 : La 1re édition du Doua de Jazz accueillit Musaïques, OFF7, et l'ARFI.
1995 : La 2e édition se déroula en mai. Elle accueillit notamment Mr Steed, Volapüc et le Workshop de Lyon.
1996 : La 3e édition fut reconduite en octobre, et accueillit le Tit - Jo Trio, le Collectif Mu, Agane Group ainsi que le trio Roubach-Jaccard-Gastaldin avec Antoine Illouz.
1997 : Cette 4e édition accueillit le Big Bang du 8e, le Jazz Brass Trio, Cathy Antonini et New Society Band, Herzhaft Blues, Loterie Big Tympan et In Folio.
1998 : La 5e édition programma Blues de Vache, Acoustic Quartet, Mamboreta, Mario Stantchev et Off7
1999 : 6e édition. Accueil d'Enrico Pieranunzi, de E. Teruel, du Big Beat Band, du Trio A.O.C., de T. Chabenat, de L'Arbre de Schandrah, d'Audard-Bressat et de Mingo Fernandez.

### Années 2000
2000 : La 7e édition accueillit notamment Andy Emler, John Hugues, Burzee, L'effet Vapeur, le Micromégas Brass-Band, Laurent Dehors, Bruno Chevillon, La Grande Déformation ainsi que Tempo Forte.
2001 : Une 8e édition qui a vu l'apparition de Mukta, Marc Ducret Trio, Zambezi, François Bourassa Trio, Hopi Funk Machine et La Petite Compagnie.
2002 : La 9e édition vit notamment le passage de Paolo Fresu, de Dhafer Youssef, de Stéphane Morilla, de Didier Labbé, de Stéphane Huchard Toutakoosticks et de Achile Blik.
2003 : Une programmation plus importante pour cette 10e édition avec entre autres David El Malek, Chris Potter, Eric Longsworth ainsi que Barre Phillips.
2004
2005
2006 : La 13e édition accueillit le Moutin Réunion Quartet, Serge Adam, Mark Turner, Larry Grenadier, Jeff Ballard, Christophe Wallemme, Tony Pagano Trio et le Nouvel Engin Orchestral.
2007 : La 14e édition fut reconduite sur 4 soirées, avec notamment Pierre-Alain Goualch Trio, Matthieu Donarier, Lucia Recio, Xavier Garcia, Acoustic Ladyland et Laomé.
2008 : La 15e édition a accueilli Jacques Schwarz-Bart, Tumi and the Volume, Sayag Jazz Machine, the Very Big Experimental Toubifri Orchestra et le Jazz Devils Big Band.
2009 : La 16e édition a accueilli des artistes qui font partie de la jeune génération montante du jazz avec Tigran Hamasyan, Bojan Z, Electro Deluxe ainsi qu'Amar Sundy

### Années 2010
2010 : La 17e édition a accueilli Médéric Collignon, Renaud Garcia-Fons, Olivier Temime et les Volunteered Slaves, ainsi que l'Afrobeat Orchestra du Hot Club de Lyon.
2011 : La 18e édition a accueilli Jason Lindner avec son projet Now vs Now, Baptiste Trotignon, les Gréements de Fortune, EP4 et le Tram des Balkans.
2012 : La 19e édition a accueilli Yaron Herman, New York Gypsy All Stars, S.MOS et le big band l'Œuf
2013 : La 20e édition, grand anniversaire du festival, a accueilli No Jazz, Fowatile, DePhazz, Donny McCaslin 4tet, Rémi Panossian Trio, Karim Maurice Project, Edward Perraud et Uptake. C'est aussi l'année de la création du Tremplin UDDJ.
2014 : La 21e édition a accueilli Robert Glasper Experiment, Emler Tchamitchian Échampard Trio, Laurent De Wilde, Chlorine Free, Liberian Sextet et Mark Priore & The Peaceful Explorers, vainqueurs du Tremplin UDDJ #2.
2015 : La 22e édition accueilli Cory Henry Trio, Panam Panic, Vincent Peirani & Emile Parisien, The Headbangers, Bigre!, Jérôme Beaulieu Trio, Marc Cabrera Trio et Six Ring Circus.
2016 : La 23e édition a accueilli Supa Dupa, Tribeqa, Soul Square, Théo Ceccaldi Trio, Foehn Trio, Soweto Kinch, Keith Brown Quartet, Ben Wendel Quartet, Euforia Project, Armel Dupas, Chromatik et Electrophazz
2017 :
2018 : Douz Kawa, Anomalie, Kinga Glyk
2019 : Yellow Strapes, Nubya Garcia

### Années 2020
2020 :
2021 : Camille Bertaut
2022 : Oscar Jérome, Léon Phal, Emile Londonien, Charlier-Sourisse-Winserg
2023 : Léon Phal, Airelle Besson et Lionel Suarez, Big Band de l'œuf : Astrosymphonie, Le Dé, Zoe's Shangai, Jazual Cazz, Céline Tiab Trio, Hugo Diaz 4tet
2024 : Jazzbois, Clelya Abraham, Panam Panic, Shibuuya Trio, Hugo Afettouche, Zangbeto Lou Rivaille's Elliavir, Christophe Monniot, Ghost Jazz Project, Big Band de l'INSA, Supermegasupercool Révolution, Paw Paw